# Thomas Herman
Thomas Herman (født 1975 i Fredericia) er en dansk kok og kogebogsforfatter. Han har modtaget talrige kulinariske priser og har medvirket i flere tv-programmer om mad.

## Karriere
Herman blev udlært i 1996 på Restaurant Børkop Vandmølle, og herefter har han arbejdet på bl.a. Falsled Kro på Fyn, Arzak i San Sebastián, La Broche i Madrid, Christies i Sønderjylland og i en årrække som køkkenchef i Kong Hans Kælder. Herman åbnede i 2008 restaurant Herman i Tivolis Hotel Nimb og modtog 10 måneder efter 1 stjerne i Michelin-guiden. Herman stoppede som køkkenchef i 2012 for at planlægge et nyt gastronomisk projekt med familien Grønlykke, som åbnede i 2017.
Thomas Herman har udgivet kogebøgerne Brændende Kærlighed i 2007, Herman i 2009 Herman's aftensmad i 2013 Gæstebud i 2017 Feast - mit solskinskøkken i 2019 og Grøn Kærlighed i 2023
I 2011 blev han kendt som vært i tv-serien Masterchef Danmark på TV3. Programmets koncept er baseret på det engelske program MasterChef, og i 2013 lavede han sommerprogrammerne til DR1, Puk og Herman går i land (2013) og Puk og Herman stævner ud (2014), Puk og Herman - mit livs måltid (2013) Dyrk, høst og spis - Byhaver med Herman og Hertz (2015) og Hermans verdenskøkken (2016).

## Hæder
Thomas Herman har bl.a. modtaget:
- 1. præmie ved Finlandiaprisen 1998
- 1. præmie ved Kartoffelprisen 2008
- 1. Præmie ved Årets Kok i 2000
- 1. præmie ved Nordiske Mesterskaber for professionelle kokke 2001
- Vinder af Årets Dessert 2004
- Det Danske Gastronomiske Akademis hædersdiplom for høj kogekunst 2005
- Vinder af Årets Hovedret 2006
- Vinder af Årets Dessert 2008
- Kåret som årets kokkeprofil i Gudme Raaschou Spiseguide 2008
- Vinder af årets dessertoplevelse i Gudme Raaschou Spiseguide 2008
- En stjerne i Michelin guiden 2009
- Kåret Til Årets Restaurant 2009 i Gudme Raaschou Spiseguide
- Vinder af årets forret 2011

## Eksterne henvendelser
- Thomas Hermans hjemmeside